# Ини (фараон)
Ини (Menkheperre Ini) е фараон от либийската Двадесет и трета династия на Древен Египет през Трети преходен период на Древен Египет.

## Управление
Той е един от локалните владетели, които наследяват Рудамун в Горен Египет. Ини управлява от Тива между 5 и 10 години (ок. 753 – 743 или 739 – 734 г. пр.н.е.) в периода около кушитската инванзия. Не е известна роднинската му връзка с предишните фараони.
Името на фараон Менхепера е известно от стела с поетично описание на неговата дъщеря. Дълго време египтолозите са смятали, че епитетите на Менхепера се отнасят за кушитския фараон Пианхи, или е приеман за друг различен владетел от нубийската 25-а династия. Съществуването на Менхепера Ини започва да се възприема след 1979 г. в научните среди.
Спори се дали Пианхи детронира Ини и премахва името от повечето му надписи, или го оставя като свой подчинен наместник в Тива, а заличаването на името му е извършено по-късно от Шабака, наследника на Пианхи.